# Börnichen/Erzgeb.
Börnichen/Erzgeb. ist eine Gemeinde im Erzgebirgskreis in Sachsen (Deutschland). Die Abkürzung „Erzgeb.“ steht für „Erzgebirge“. Die Gemeinde gehört dem Verwaltungsverband Wildenstein an.

## Geografie
Die Gemeinde Börnichen liegt auf einer Hochfläche zwischen den Flusstälern der Zschopau und der Flöha etwa 20 km südöstlich von Chemnitz. Der höchste Punkt des Ortes liegt bei 604 m (Langer Stein im Bornwald).
Börnichen ist ein radiales Waldhufendorf. Das heißt, die einzelnen Hufen gehen strahlenförmig von einem Mittelpunkt aus.
Südlich von Börnichen liegt der Bornwald, der auch größtenteils zum Gemeindegebiet gehört.

### Nachbargemeinden
|                | Grünhainichen                               |           |
| Zschopau       | Kompassrose, die auf Nachbargemeinden zeigt |           |
| Großolbersdorf |                                             | Lengefeld |

## Geschichte
1350 wird Börnichen erstmals urkundlich im Lehnbuch Friedrichs III. des Strengen als Burnichin erwähnt.
Mit der Reformation 1539 kam Börnichen zur Parochie Waldkirchen. Der Ort war Amtsdorf des Amtes Augustusburg (vormals Schellenberg). Ein Schulhaus wurde 1788 erbaut. Auf Anregung des Justizamtmannes Friedrich August Förster erfolgte 1852 der Bau des Wichernhauses als Armenkinder- und Waisen-Rettungs- und Erziehungsanstalt (ab 1858 als Friedrich-August-Stift bezeichnet). 1871 wird ein neues Schulgebäude errichtet. 1876 wird der Ortsteil Neunzehnhain im Bornwald selbständig. 1900 erfolgt der Bau einer neugotischen Kirche sowie die Anlage eines eigenen Friedhofes. Im gleichen Jahr erhielt Börnichen den Anschluss ans Telefonnetz. Am 12. Dezember 1904 wurde die Freiwillige Feuerwehr gegründet. 1911 erfolgte der Anschluss ans Elektrizitätsnetz. In den Jahren 1911 bis 1914 erfolgte der Bau der Talsperre Neunzehnhain I zur Trinkwasserversorgung von Chemnitz. 1926 wurde das Rathaus errichtet. 1928 begann der Bau einer Gemeindewasserleitung. Nach einer Nutzung des Wichernhauses in den Jahren 1940 bis 1952 als Lager für den Arbeitsdienst und Landesjugendhof wurden ab 1952 durch die Innere Mission behinderte Kinder betreut. Mit dem Bau einer Wasserleitung 1985 von der Talsperre Neunzehnhain und Hochbehältern auf dem Grünhainichener Berg 1992 wurde Börnichen an das Trinkwassernetz angeschlossen. Seit 1994 gehört die Gemeinde zum Verwaltungsverband Wildenstein.

### Einwohnerentwicklung
Folgende Einwohnerzahlen beziehen sich auf den 31. Dezember des voranstehenden Jahres mit Gebietsstand Januar 2007:
| 1982 bis 1988 - 1982 − 1.146 - 1983 − 1.143 - 1984 − 1.121 - 1985 − 1.084 - 1986 − 1.055 - 1987 − 1.020 - 1988 − 0994 | 1989 bis 1995 - 1989 − 0988 - 1990 − 0971 - 1991 − 0955 - 1992 − 0970 - 1993 − 0989 - 1994 − 0981 - 1995 − 1.033 | 1996 bis 2002 - 1996 − 1.136 - 1997 − 1.132 - 1998 − 1.115 - 1999 − 1.119 - 2000 − 1.137 - 2001 − 1.117 - 2002 − 1.098 | 2003 bis 2009 - 2003 − 1.107 - 2004 − 1.114 - 2005 − 1.099 - 2006 − 1.094 - 2007 – 1.073 - 2008 – 1.061 - 2009 – 1.044 | 2010 bis 2016 - 2010 – 1.031 - 2011 – 1.015 - 2012 – 1.017* - 2013 – 1.004 - 2014 – 0988 - 2015 – 0984 - 2016 – 0981 | 2017 bis 2023 - 2017 – 0992 - 2018 – 0997 - 2019 – 0985 - 2020 – 0972 - 2021 – 0970 - 2022 – 0949 - 2023 – 0955 | 2024 - 2024 – 0946 |

Quelle: Statistisches Landesamt des Freistaates Sachsen (* 973 + 44: Fehler in den Zahlen des Zensus wurden erst im Mai 2013 bereinigt)

## Politik

### Gemeinderat
Seit der Gemeinderatswahl am 9. Juni 2024 verteilen sich die 10 Sitze des Gemeinderates folgendermaßen auf die einzelnen Gruppierungen:
- Freie Wählervereinigung Börnichen: 9 Sitze
- Feuerwehr Börnichen/Erzgeb.: 1 Sitz

| Gemeinderat ab 2024Insgesamt 10 Sitze - FwB: 1 - FW B: 9 | Liste                                   | 2024   | 2024   | 2019   | 2019   | 2014   | 2014   |
| Gemeinderat ab 2024Insgesamt 10 Sitze - FwB: 1 - FW B: 9 | Liste                                   | Sitze  | in %   | Sitze  | in %   | Sitze  | in %   |
| Gemeinderat ab 2024Insgesamt 10 Sitze - FwB: 1 - FW B: 9 | Freie Wählervereinigung Börnichen       | 9      | 85,7   | 9      | 78,4   | 8      | 75,8   |
| Gemeinderat ab 2024Insgesamt 10 Sitze - FwB: 1 - FW B: 9 | Freiwillige Feuerwehr Börnichen/Erzgeb. | 1      | 14,3   | 1      | 16,0   | 1      | 14,1   |
| Gemeinderat ab 2024Insgesamt 10 Sitze - FwB: 1 - FW B: 9 | Linke                                   | –      | –      | –      | 5,6    | 1      | 10,0   |
| Gemeinderat ab 2024Insgesamt 10 Sitze - FwB: 1 - FW B: 9 | Wahlbeteiligung                         | 74,8 % | 74,8 % | 65,1 % | 65,1 % | 59,0 % | 59,0 % |

### Bürgermeister
- 1919–1924 Herr Uhlmann, bisher Ortsvorsteher
- 1925–1928 Herr Schönfelder
- 1928–1933 Herr Beyer
- 1933–1945 Herr Franke
- 1945–1946 Max Melzer (amt.)
- 1946–1974 Max Melzer
- 1974–1982 Veronika Reuß
- 1982 von Jan. - Sept. Margit Sättler (amt.)
- 1982–1994 Udo Fröhner
- 1994–1995 Volkmar Auerbach (amt., parteilos)
- 1995–1999 Volkmar Auerbach (parteilos)
- 1998–1999 Manfred Schönwitz (amt., parteilos)
- 1999–2003 Matthias Reichel (parteilos)
- 2003–2004 Manfred Schönwitz (amt., parteilos)
- 2004–2011 Udo Fröhner (parteilos)
- 2011–2025 Frank Lohr (parteilos)
- seit 2025: Martin Trinks (parteilos)

| Wahl | Bürgermeister | Vorschlag | Wahlergebnis (in %) |
| ---- | ------------- | --------- | ------------------- |
| 2025 | Martin Trinks | Trinks    | 95,9                |
| 2018 | Frank Lohr    | Lohr      | 96,3                |
| 2011 | Frank Lohr    | Lohr      | 54,3                |
| 2004 | Udo Fröhner   | Fröhner   | 62,7                |
| […]  |               |           |                     |
| 1994 | Udo Fröhner   | parteilos | 56,6                |

## Kultur und Sehenswürdigkeiten
- siehe auch: Liste der Kulturdenkmale in Börnichen/Erzgeb.

### Naturschutz
- Siehe auch: Liste der Naturdenkmale in Börnichen/Erzgeb.

### Vereine
- Börnschner Carnevalsverein „BCV“ e. V.
- Dorfclub Börnichen e. V.
- Heimatverein Börnichen e. V.
- Sportverein SV „Einheit“ Börnichen e. V.
- Motorsportclub MSC Börnichen e. V. im ADMV
- Deutscher Amateur Radio Club DARC e. V. in Börnichen
- Arbeitskreis Amateurfunk und Telekommunikation in der Schule e. V.
- Kleingartenverein „Frischer Wind“
- Kleingartenverein „Gute Hoffnung“ e. V.
- Freiwillige Feuerwehr Börnichen/Erzgeb.
- Reitverein Börnichen e. V.
- Börnschen United e. V.
- Förderverein „675 Jahre Börnichen“ e. V.

### Bildung
- Kindertagesstätte „Wunderland“ Börnichen

## Bilder

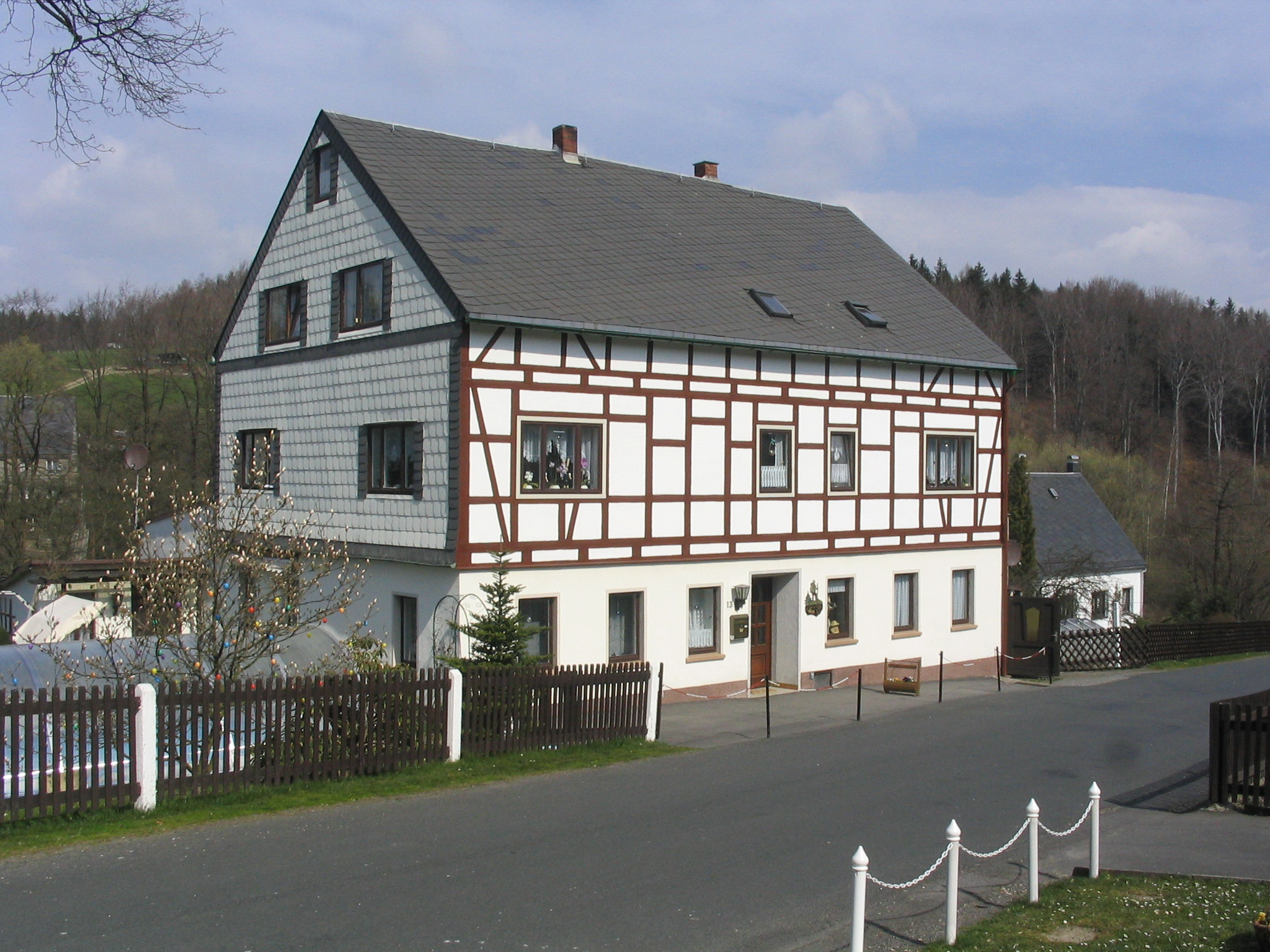
Fachwerkhaus in der Rathausstraße
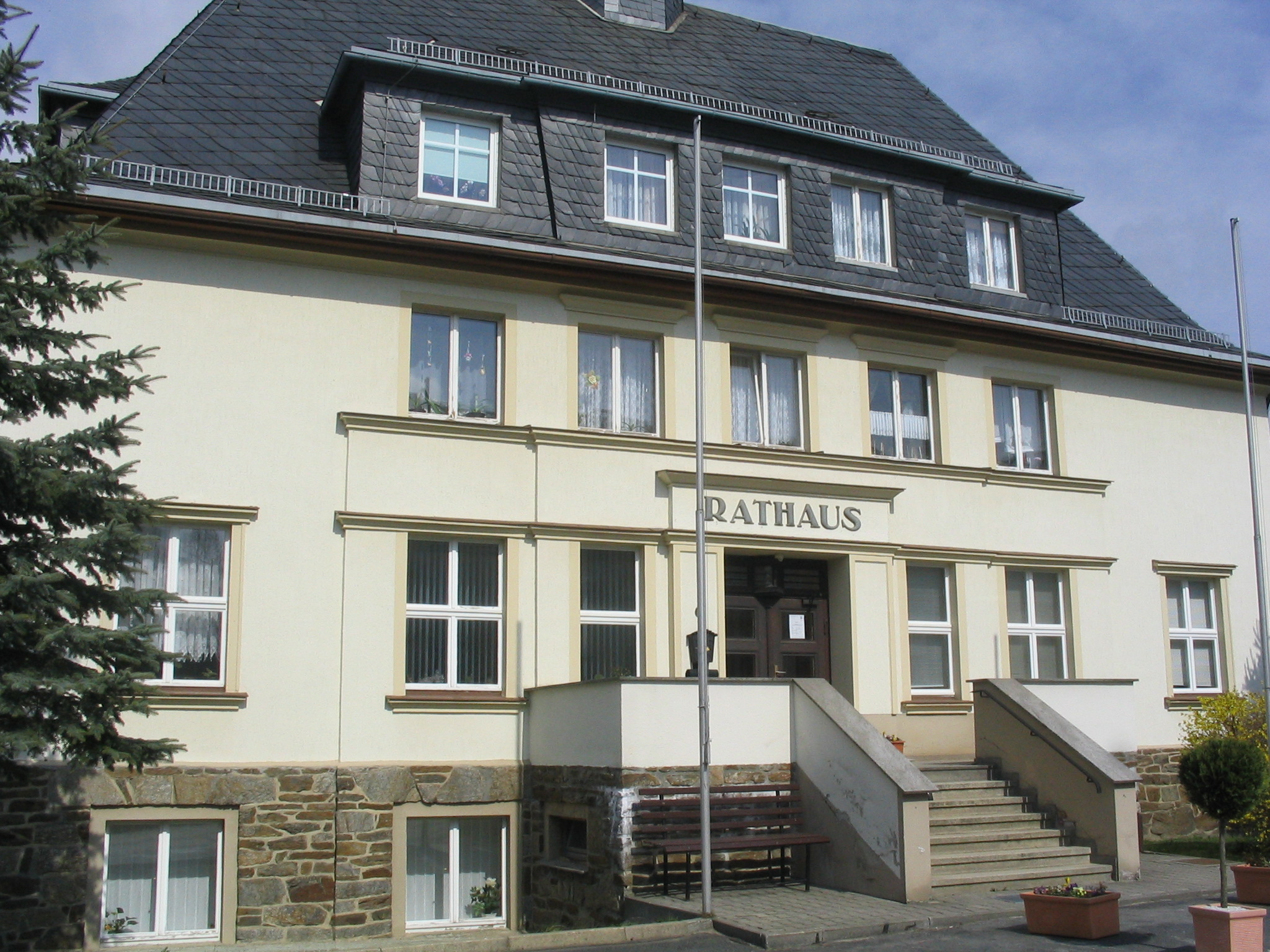
Rathaus
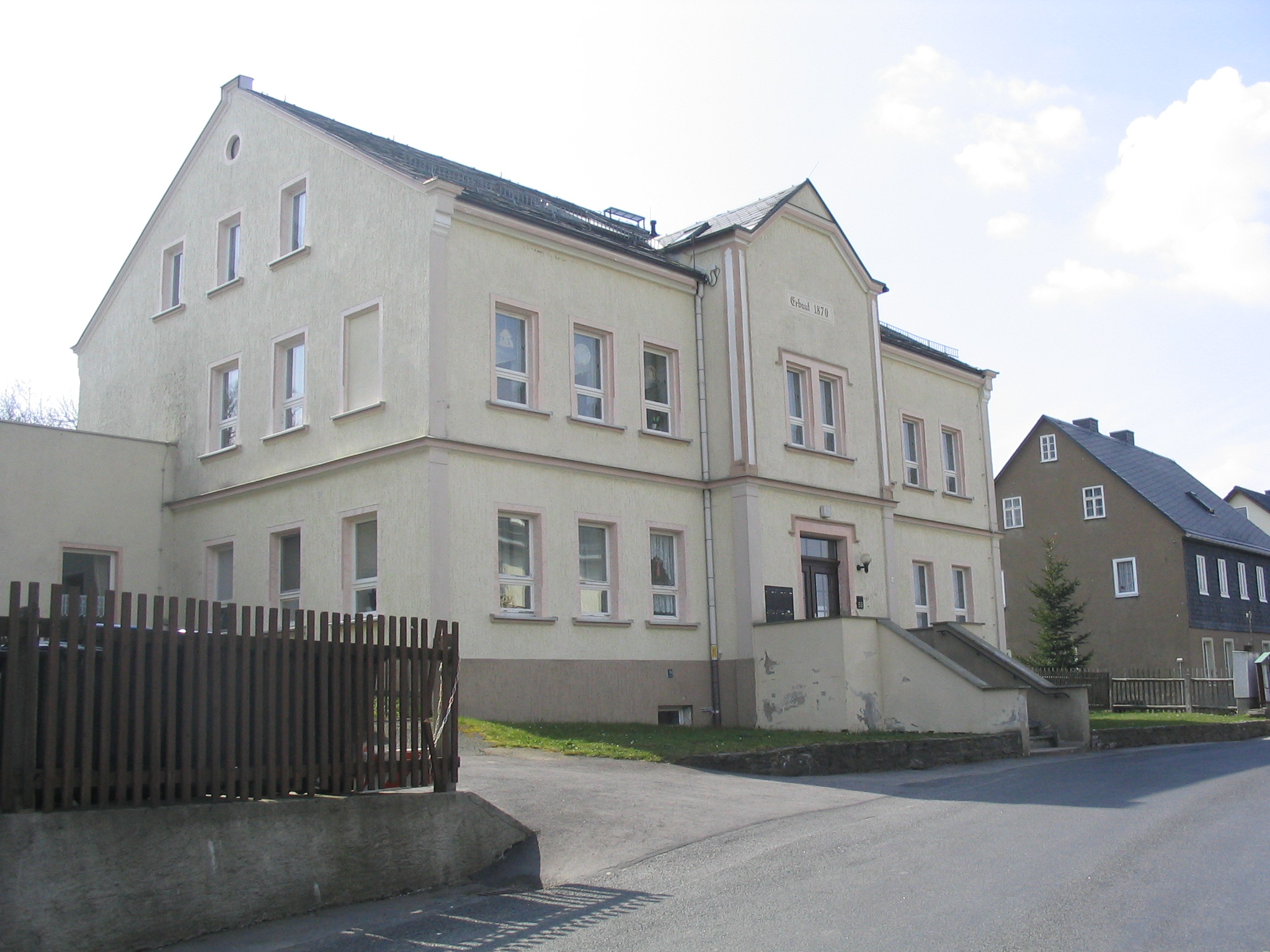
Schule
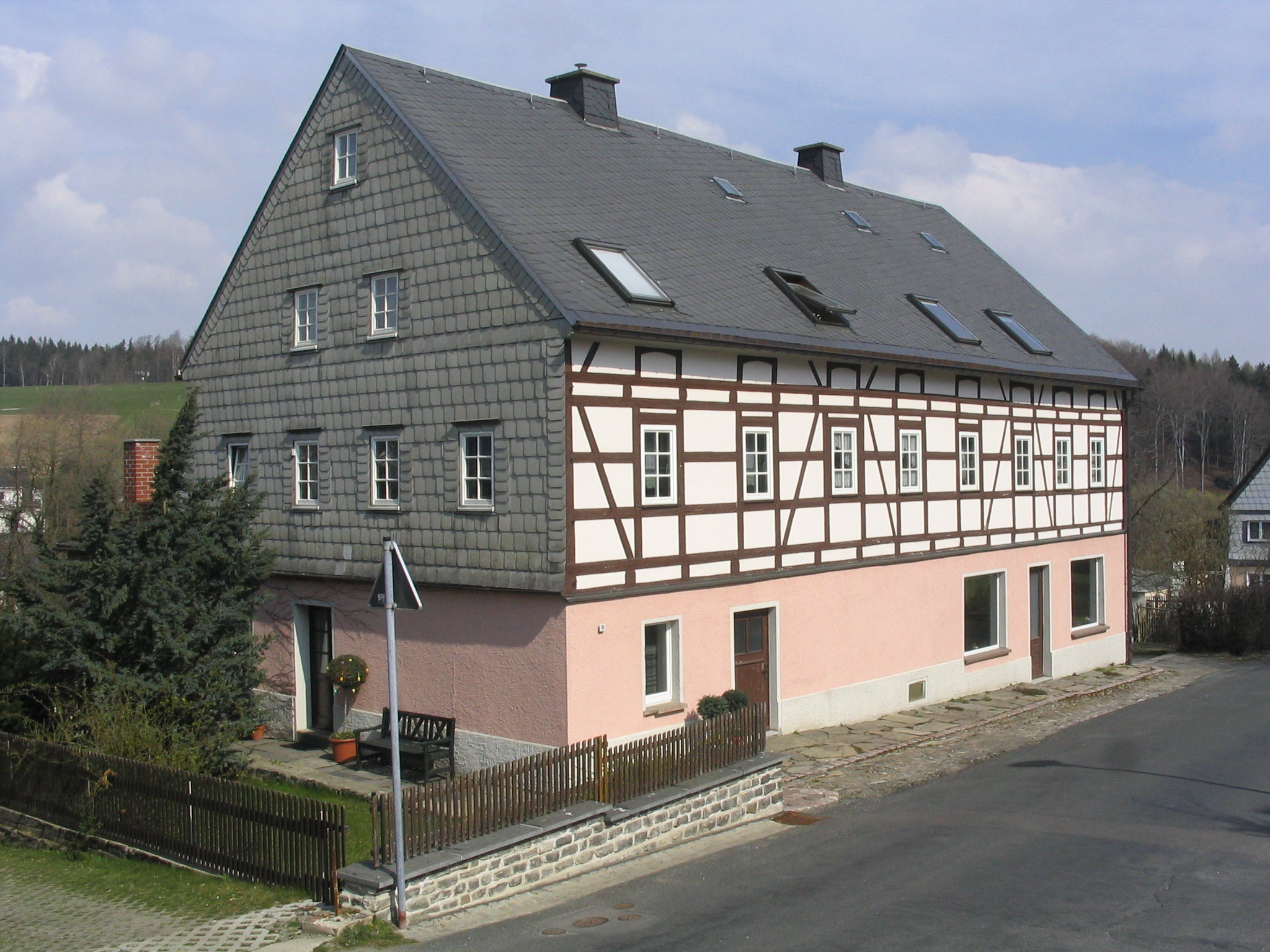
Fachwerkhaus in der Rathausstraße
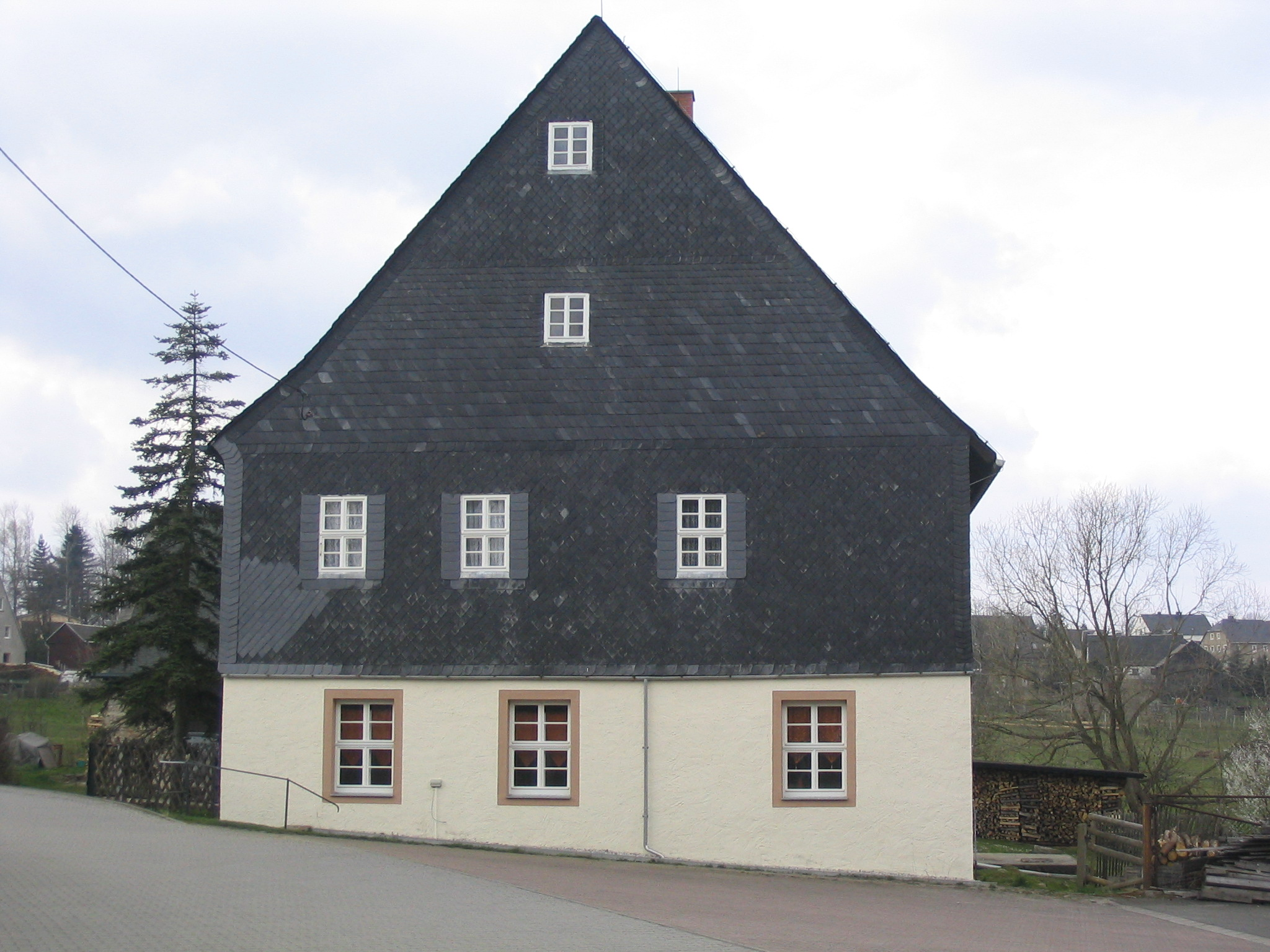
Alte Försterei
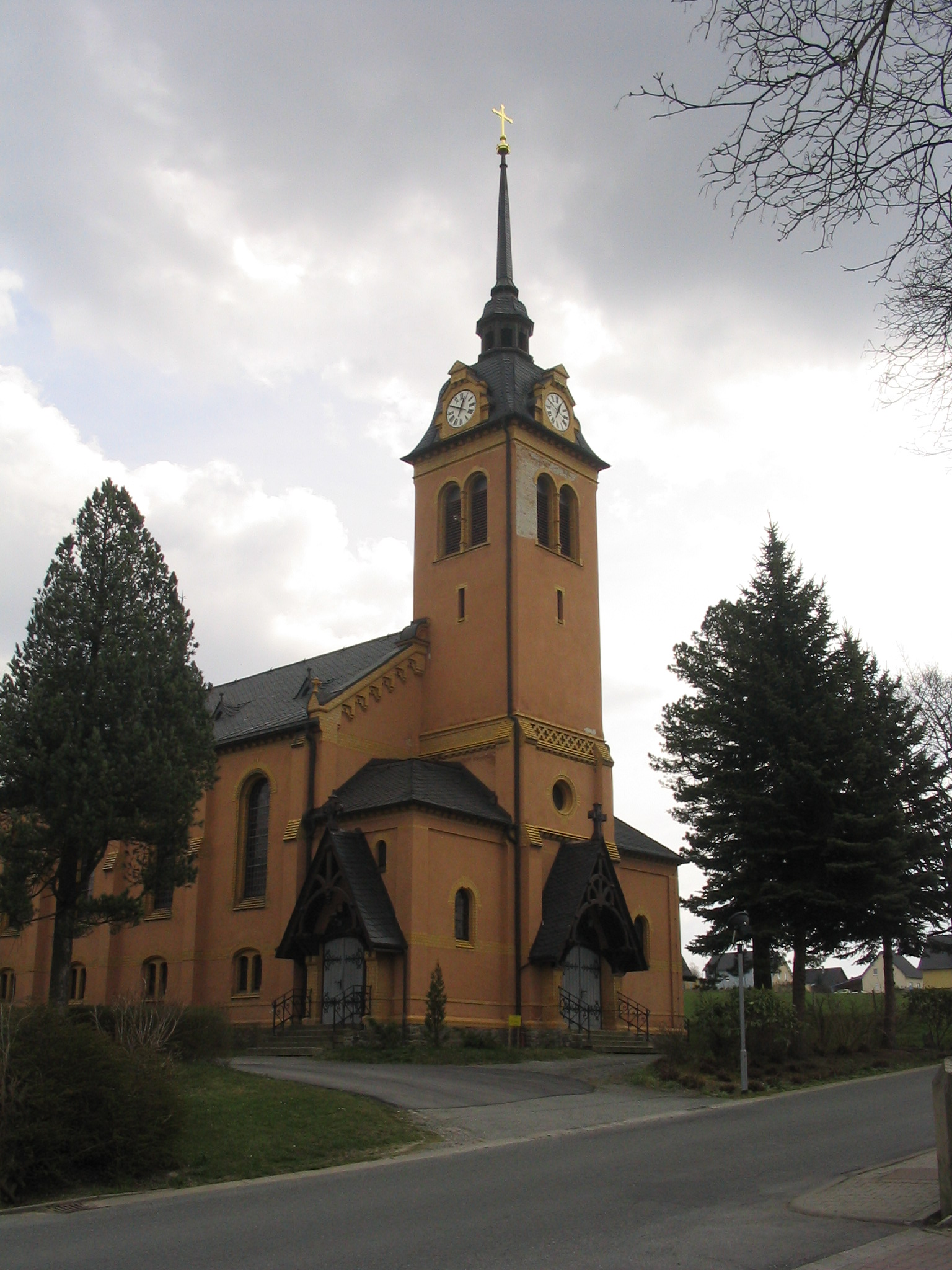
Kirche
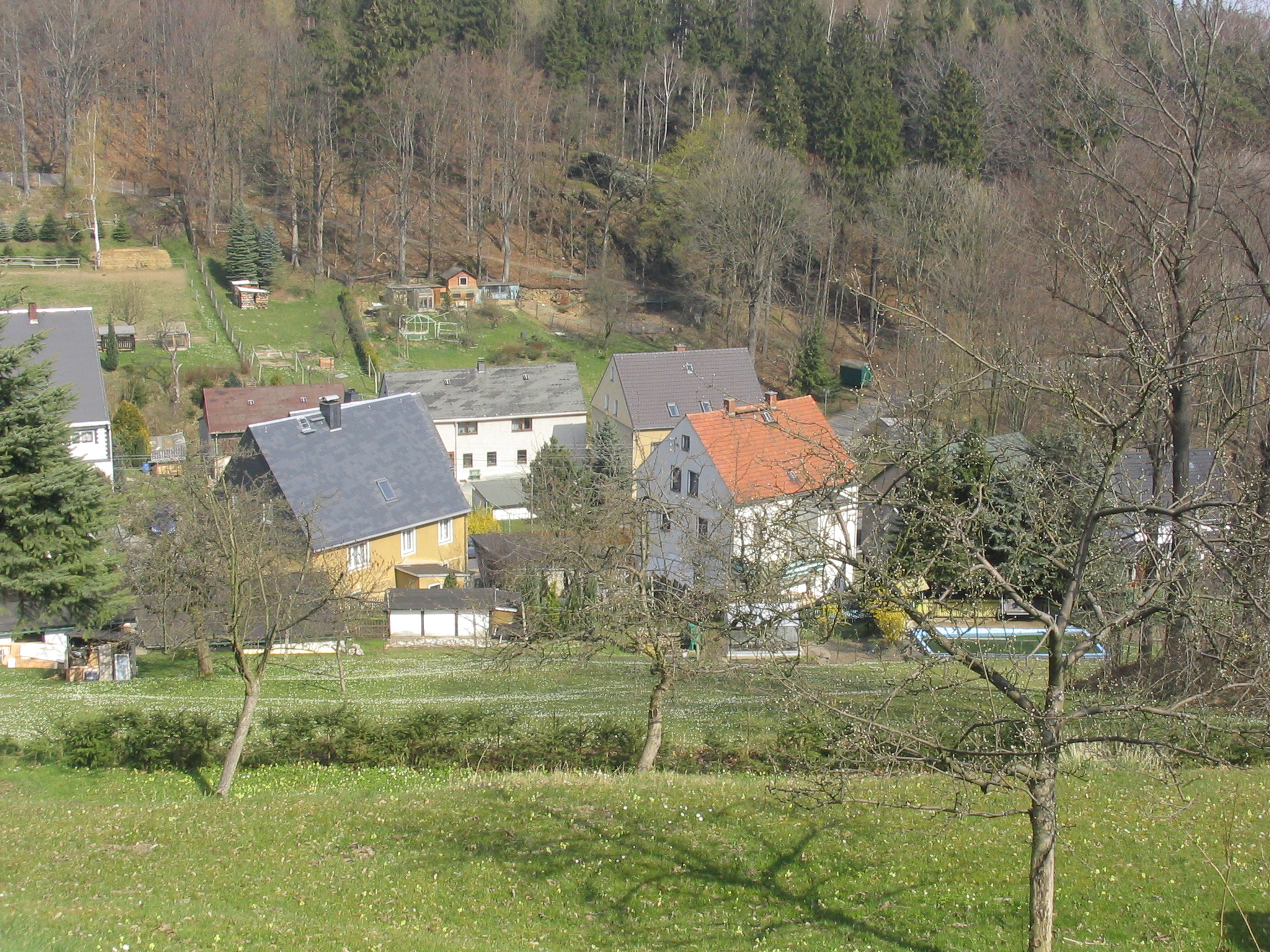
Blick vom Huthain
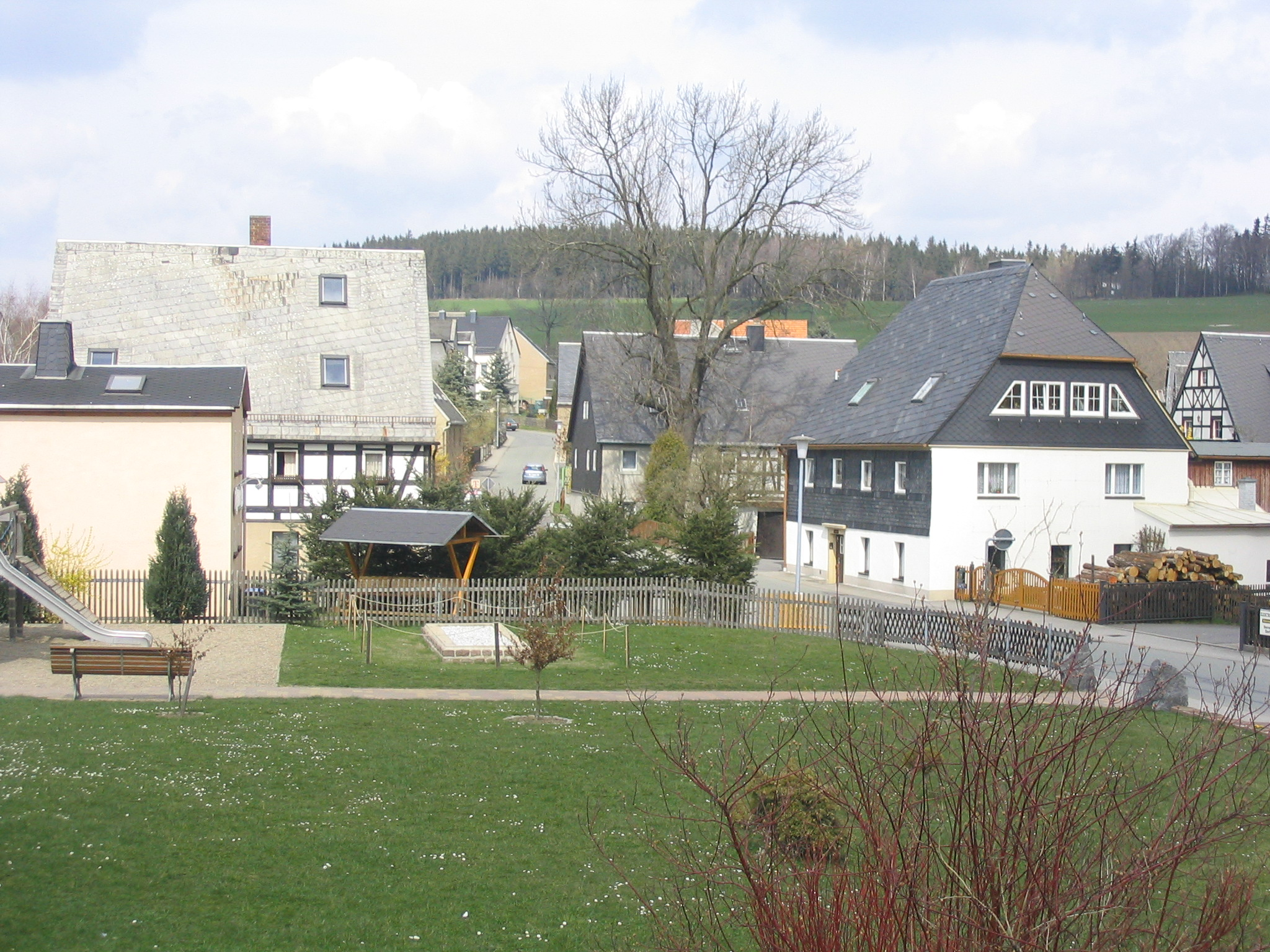
Dorfstraße

## Persönlichkeiten
- Antonio Peregrino Benelli (1771–1830), italienischer Opernsänger und Komponist († 1830 in Börnichen)
- Johann Woldemar Streubel (1827–1873), deutscher Militärschriftsteller
- Manfred Schönwitz (1929–2012), Studienrat, Ortschronist und Ehrenbürger von Börnichen
- Klaus Teuchert (1939–2022), Endurosportler
- Wolfgang Neubert (* 1954), Sportfunktionär, Schulleiter und Hochschulpräsident